# Oltre le nuvole
Oltre le nuvole è il settimo album di Paola Turci, pubblicato nel 1997. È il primo disco della cantante pubblicato dall'etichetta discografica WEA.
Primo e unico album della cantautrice romana composto da sole cover, attinge al repertorio del pop anglosassone risalente agli anni ottanta e anni novanta, con una sola eccezione per gli anni settanta. Nel libretto del disco, l'artista ha scritto: Grazie agli autori delle canzoni di questo album sono riuscita a realizzare il disco che volevo.
La scelta dei brani è caduta di proposito su canzoni che non hanno avuto una popolarità eccessiva in Italia, affinché la cantante potesse farle proprie senza un confronto ingombrante con l'originale e apparentarle il più possibile (per sonorità e interpretazione) alle canzoni scritte da lei e pubblicate nei precedenti lavori.
Anticipato dal singolo Sai che è un attimo, cover del misconosciuto cantante pop rock statunitense Jude Cole, l'album confermò la popolarità di Paola presso il grande pubblico, tanto da guadagnarsi il disco di platino.
Il disco è stato ristampato dopo la partecipazione al Festival di Sanremo 1998, dove la cantante romana ha presentato Solo come me, canzone scritta con Roberto Casini, ex Steve Rogers Band). La canzone sanremese è stata pubblicata insieme ad un altro inedito, Ho bisogno di te, che vide la partecipazione in prima persona dello stesso Jude Cole come produttore, musicista e corista. Un altro singolo estratto da quest'album fu poi Fammi battere il cuore, altra cover di Cole.

## Tracce
(sono indicati titolo, interprete e anno delle versioni originali)
1. Solo come me - 4:02 (bonus track CD 1998)
2. Ho bisogno di te - 4:32 (bonus track CD 1998)
3. Sai che è un attimo - 4:53 (Time for Letting Go, Jude Cole 1990)
4. Oltre le nuvole - 4:22 (Broken Land, The Adventures 1988)
5. Non ti voglio più - 4:02 (I'll Stand by You, Pretenders 1994)
6. L'amore va - 3:38 (That's Love, Jim Capaldi 1983)
7. Fammi battere il cuore - 3:46 (Baby It's Tonight, Jude Cole 1990)
8. È solo per te - 4:18  (I Should Have Known Better, Jim Diamond 1985)
9. Non piango mai - 4:26 (See the Lights, Simple Minds 1991)
10. Lei non c'è - 4:20 (No One Is to Blame, Howard Jones 1985)
11. Tu non vuoi capirmi - 4:23 (You Don't Understand Me, Roxette 1995)
12. Mi manchi tu - 4:31 (Missing You, John Waite 1984)

## Formazione
- Paola Turci – voce
- Claudio Golinelli – basso
- Lele Melotti – batteria
- Giancarlo Bianchetti – chitarra
- Raniero Gaspari – tastiera, programmazione
- Riccardo D'Acunto – chitarra
- Paola Repele, Roberta Faccani – cori

## Classifiche
| Classifica (1997) | Posizione |
| ----------------- | --------- |
| Italia            | 10        |